# Saint-Médard (Mosela)
Saint-Médard é uma comuna francesa na região administrativa de Grande Leste, no departamento de Moselle. Estende-se por uma área de 9,89 km². Em 2010 a comuna tinha 105 habitantes (densidade: 10,6 hab./km²).